# Zyzomys argurus
Zyzomys argurus é uma espécie de roedor da família Muridae.
Apenas pode ser encontrada na Austrália.